# Malé Trakany
Malé Trakany (węg. Kistárkány) – wieś (obec) na Słowacji położona w kraju koszyckim, w powiecie Trebišov. Pierwsze wzmianki o miejscowości pochodzą z 1332 roku. 
Według danych z dnia 31 grudnia 2012 roku, wieś zamieszkiwało 1120 osób, w tym 591 kobiet i 529 mężczyzn.
W 2001 roku rozkład populacji względem narodowości i przynależności etnicznej wyglądał następująco:
- Słowacy – 6,36%
- Czesi – 0,09%
- Romowie – 4,84%
- Rusini – 0,09%
- Ukraińcy – 0,19%
- Węgrzy – 87,86%

Ze względu na wyznawaną religię struktura mieszkańców kształtowała się w 2001 roku następująco:
- Katolicy rzymscy – 47,25%
- Grekokatolicy – 6,26%
- Ewangelicy – 0,47%
- Prawosławni – 0,09%
- Ateiści – 1,52%
- Nie podano – 0,28%